# Soplaviento

Localização do município de Soplaviento no departamento de Bolívar

Soplaviento é um município do departamento de Bolívar, na Colômbia.